# Castiarina rollei
Castiarina rollei es una especie de escarabajo del género Castiarina, familia Buprestidae. Fue descrita científicamente por Kerremans en 1908.